# 涅尔瓦
瑪爾庫斯·寇克烏斯·涅爾瓦（Marcus Cocceius Nerva，30年11月8日—98年1月27日，又譯內爾瓦、教會文獻漢譯尼法王）。他是羅馬帝國安敦尼王朝的首任君主（在位期96年-98年），也是最後一位在意大利半島出生的羅馬皇帝。他也是羅馬五賢帝中的第一位。

## 生平
涅爾瓦出生於義大利的貴族世家，他的祖父受到皇帝提比略賞識，是提比略在卡布里島上的密友之一。涅爾瓦本人則依循羅馬「光榮晉升」的方式從政，在71年與維斯帕先共同擔任執政官，90年與圖密善共任執政官。
96年9月18日，皇帝圖密善在宮內遇刺身亡；當天夜裡，羅馬元老院便立刻擁立66歲的涅爾瓦為皇帝。由於圖密善對元老貴族施予恐怖統治，因此涅爾瓦就任之後，便宣布對圖密善施以「記憶抹煞」的措施——消毀與抹除一切關於記有圖密善功蹟的石碑、建築、文獻。有鑒於圖密善時代告密風氣的盛行，涅爾瓦以寬和為主，不接受沒有證據的告密，釋放過去被控叛亂的嫌犯並放還他們的財產。
涅爾瓦年事已高，擔心無法羈縻近衛軍囂張的氣焰。97年10月27日，在一次敬神的祭典結束後，涅爾瓦在朱庇特神廟前的廣場向眾人宣佈，他將上日耳曼軍團長官、在軍中具有相當聲望的圖拉真收為養子，並授予圖拉真護民官特權、羅馬全軍指揮權（Proconsulare Maius）。此外，他還提名圖拉真與自己為98年執政官的候選人。這些舉動已在法理上明白表示，涅爾瓦與圖拉真為帝國的共同治理者。
98年1月27日，涅爾瓦逝世，圖拉真順利繼位。涅爾瓦生前以收養具有聲望人士為帝國繼承人的制度，為後世幾位皇帝所仿效。這也讓帝國中央政權穩定地維持了將近一個世紀之久。

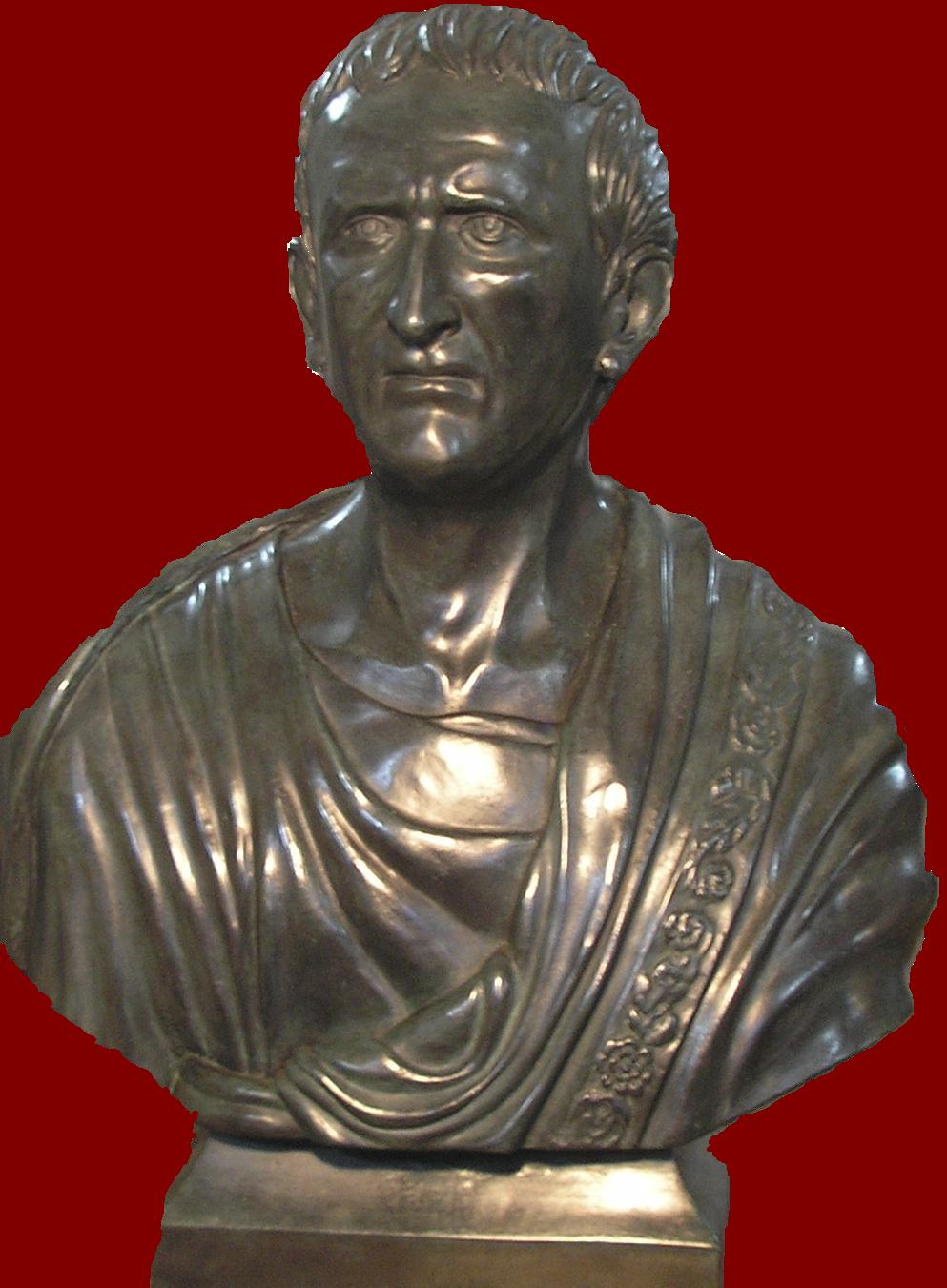
位於意大利納爾尼（Narni）的涅爾瓦胸像